# Homobono Pisoni
Homobono Pisoni fue un médico italiano nacido en Cremona y muerto en Padua en 1748.
Desde 1698 explicó con éxito la cátedra de medicina práctica en la Universidad de Padua, pero apegado a las doctrinas antiguas, se empeñó en negar la circulación de la sangre, hecho ya entonces perfectamente demostrado y reconocido por todos los médicos de Europa.
Sus polémicas con Morgagni le dieron gran celebridad, pero al fin hubo de sucumbir ante la evidencia de los hechos demostrados por el célebre fisiólogo.

## Obra
Se le debe:
- Methodus medendi
- Specigelium curatorium
- Ulio antiquitatis in sangunis circulationem